# 24 Horas de Le Mans de 1930
As 24 Horas de Le Mans de 1930 foi o 8º grande prêmio automobilístico das 24 Horas de Le Mans, tendo acontecido nos dias 21 e 22 de junho 1930 em Le Mans, França no autódromo francês, Circuit de la Sarthe.

## Resultados Finais
| Pos    | Class | Nº | Equipe                          | Pilotos                              | Chassis                            | Motor                              | Voltas |
| ------ | ----- | -- | ------------------------------- | ------------------------------------ | ---------------------------------- | ---------------------------------- | ------ |
| 1      | 8.0   | 4  | Bentley Motors Ltd.             | Woolf Barnato Glen Kidston           | Bentley Speed Six "Old Number One" | Bentley 6.6L I6                    | 179    |
| 2      | 8.0   | 2  | Bentley Motors Ltd.             | Frank Clement Richard Watney         | Bentley Speed Six                  | Bentley 6.6L I6                    | 173    |
| 3      | 3.0   | 15 | Arthur W. Fox Charles Nicholl   | Brian E. Lewis Hugh Eaton            | Talbot AO90                        | Talbot 2.3L I4                     | 162    |
| 4      | 3.0   | 16 | Arthur W. Fox Charles Nicholl   | Johnny Hindmarsh Tim Rose-Richards   | Talbot AO90                        | Talbot 2.3L I4                     | 160    |
| 5      | 2.0   | 23 | Lord Howe                       | Lord Howe Leslie Callingham          | Alfa Romeo 6C 1750GS               | Alfa Romeo 1.8L Supercharged I6    | 159    |
| 6      | 1.5   | 24 | Lea-Francis                     | Kenneth Peacock Sammy Newsome        | Lea-Francis Hyper S-Type           | Meadows 1.5L Supercharged I4       | 140    |
| 7      | 1.5   | 25 | Mme. Marguerite Mareuse         | Marguerite Mareuse Odette Siko       | Bugatti Type 40                    | Bugatti 1.5L I4                    | 132    |
| 8      | 1.1   | 27 | Tracta                          | Jean-Albert Grégoire Fernand Vallon  | Tracta A28                         | S.C.A.P. 1.0L I4                   | 128    |
| 9      | 1.1   | 26 | Tracta                          | Roger Bourcier Louis Debeurgny       | Tracta A28                         | S.C.A.P. 1.0L I4                   | 123    |
| 10 DNF | 5.0   | 8  | Hon. Miss Dorothy Paget         | Dr. Dudley Benjafield Giulio Ramponi | Bentley Blower C                   | Bentley 4.4L Supercharged I4       | 144    |
| 11 DNF | 5.0   | 9  | Hon. Miss Dorothy Paget         | Sir Henry Birkin Jean Chassagne      | Bentley Blower C                   | Bentley 4.4L Supercharged I4       | 138    |
| 12 DNF | 8.0   | 1  | Rudolf Caracciola               | Rudolf Caracciola Christian Werner   | Mercedes-Benz SS                   | Mercedes-Benz 7.1L Supercharged I6 | 85     |
| 13 DNF | 1.1   | 28 | Mrs. Huskinson & Fane           | R.C. Murton-Neale Jack Hicks         | MG M-type Midget                   | MG 0.8L I4                         | 82     |
| 14 DNF | 8.0   | 6  | Parke                           | Georges Philippe Edmond Bourlier     | Stutz DV32                         | Stutz 5.4L I8                      | 42     |
| 15 DNF | 8.0   | 5  | Éduoard Brisson                 | Éduoard Brisson Louis Rigal          | Stutz DV32                         | Stutz 5.4L I8                      | 34     |
| 16 DNF | 1.1   | 29 | Francis Samuelson               | F.H.B. Samuelson Freddy Kindell      | MG M-type Midget                   | MG 0.8L I4                         | 28     |
| 17 DNF | 8.0   | 3  | Bentley Motors Ltd.             | Sammy Davis Clive Dunfee             | Bentley Speed Six                  | Bentley 6.6L I6                    | 21     |
| DNS    | 1.5   | ?  | Bollack, Netter et Cie (B.N.C.) | Piloto desconhecido                  | B.N.C.                             | B.N.C. 1.5L I4                     | -      |

Legenda :DNQ = Não largou - DNF = Abandono - NC = Não classificado - DSQ= Desqualificado